# Nikolái Sujozanet
Nikolai Onufrievich Sukhozanet (en ruso: Никола́й Ону́фриевич Сухозане́т; 1794 - 22 de julio de 1871) fue un estadista y general del Ejército Imperial Ruso.
Nikolai Sukhozanet nació en el seno de una familia noble de la Gobernación de Vitebsk. Durante la invasión de Rusia de Napoleón luchó valientemente en numerosas batallas y acabó la campaña en París con el rango de teniente de artillería. Sus condecoraciones incluyeron la Orden de San Vladimir de 4.ª clase y la Orden de Santa Ana de 2.ª clase.
Después de la guerra ocupó diferentes puestos en el 1.º Ejército y en 1824 fue promovido a Mayor General. Cuando empezó el Levantamiento de Noviembre lideraba el personal de artillería en el ejército en funciones. Se distinguió en la batalla de Ostrołęka y recibió la Orden de San Jorge de 3.ª clase. Entre 1836 y 1849 comandó la 4.ª división de artillería. A partir de 1849 hasta la batalla del río Chernaya de la Guerra de Crimea comandó la artillería del ejército en funciones, después de lo cual Sukhozanet se hizo con el 3.º Cuerpo y el Ejército del Sur al año siguiente.
El 17 de abril de 1856 fue nombrado ministro de las Fuerzas de Tierra. El emperador Alejandro II los puso con dos tareas principales: la reducción del gasto del ejército y la reforma en profundidad del ejército. La primera tarea fue solucionada pero la segunda fue completamente abandonada por Sukhozanet.
Durante su mandato como ministro actuó dos veces como Namestnik del Reino de Polonia, la primera vez durante la enfermedad del Príncipe Mijaíl Gorchakov y la segunda tras la renuncia de Karl Lambert. Por causa de mala salud abandonó el ejército el 6 de octubre de 1861 y el 9 de noviembre renunció a su puesto como ministro.